# Hatikwa
Hatikwa, wat in het Hebreeuws (הַתִּקְוָה) 'de hoop' betekent, is het officiële volkslied van Israël.
Hatikwa gaat over de hoop van het Joodse volk terug te keren naar het land van zijn voorvaderen vanuit de diaspora. De verwoesting van de tweede Tempel door het Romeinse leger onder leiding van Titus in het jaar 70 AD wordt vaak beschouwd als het startpunt van de diaspora, waardoor men in Hatikwa spreekt van de hoop die al tweeduizend jaren leeft.

## Herkomst en geschiedenis
De tekst van het lied werd in 1886 of in 1878 geschreven door de Galicische dichter Naphtali Herz Imber (1856-1909) uit Zolochiv die immigreerde naar Palestina. Imber publiceerde Hatikwa in 1886 in de bundel Barkai ("Morgenster"). Het jaartal 1884 dat eronder staat, slaat waarschijnlijk op de laatste wijzigingen die hij erin aanbracht. Zijn negen romantische strofen roepen bekende Bijbelse taferelen op en herhalen een hoop op een nationale terugkeer naar Israël die alleen met de laatste Jood verdwijnt. De tekst van Imber is later nog enigszins aangepast door Doctor I.L. Metman Hacohen, een leraar uit Tel Aviv, in 1905. Imbers versen en de aanpassingen van Metman Hacohen werden lange tijd naast elkaar gebruikt.
De melodie van de Hatikwa wordt toegeschreven aan Samuel Cohen die in 1870 op 8-jarige leeftijd met zijn Joodse familie uit Bessarabië naar Palestina was geëmigreerd en in 1888 een melodie voor Hatikwa componeerde. Hij zou het muzikale thema hebben ontleend aan de beroemde Tsjechische componist Bedřich Smetana die in 1872 een reeks symfonische gedichten Má vlast, Vltava (ook bekend onder de Duitse naam "Die Moldau") had gecomponeerd., waarvan hij de melodie ontleend zou hebben aan het in de 16e-eeuws in Italië door Giuseppino del Biado geschreven lied La Mantovana, later bekend als populair Roemeens-Moldavisch volksliedje Ballo di Mantova (of Carul cu boi, vertaald "De ossenwagen"). 
Het lied werd zeer snel populair binnen de zionistische beweging en de eerste twee strofen fungeerden als ad-hoc-volkslied op het zesde zionistisch congres in 1903 in het Zwitserse Bazel. Het duurde echter tot 1933 voordat het Hatikwa geratificeerd werd als officieel lied van de zionistische beweging.
Imbers versie van het Hatikwa werd gezongen door overlevenden van het Bergen-Belsen concentratiekamp kort na hun bevrijding in 1945 en werd opgenomen door de BBC.
De HaTikva, een schip dat in 1947 dienstdeed in de Aliyah Bet, werd naar het lied vernoemd.

## Volkslied
Hatikwa werd het volkslied van de staat Israël, toen in 1948 de onafhankelijkheid uitgeroepen werd. Na de Zesdaagse Oorlog in 1967 was er een voorstel Hatikwa te vervangen door Jeruzalem van goud, maar dat ging niet door. Hoewel het lied al vanaf het begin het volkslied van Israël is, werd pas in 2004 de status ervan als zodanig voor het eerst in hoofdwetgeving opgenomen.
Ultra-orthodoxe joden hebben bezwaar tegen Hatikwa als volkslied wegens het ontbreken van God in de tekst, terwijl Arabische burgers van Israël het niet eens zijn met het openlijk Joodse karakter.

## Tekst
Hieronder het eerste couplet en het refrein, in het Hebreeuws en in transcriptie.
| Hebreeuws | Transcriptie | Nederlandse vertaling | Arabische vertaling | Transcriptie |
| --- | --- | --- | --- | --- |
| כל עוד בלבב פנימה נפש יהודי הומיה, ולפאתי מזרח קדימה, עין לציון צופיה, עוד לא אבדה תקוותנו, התקווה בת שנות אלפים, להיות עם חופשי בארצנו, ארץ ציון וירושלים. | Kol od balevav penima Nefesj jehoedi homi'ja Oelefa'aatee mizrach kadima Ajien le Tsi'jon tsofi'ja Od lo avda tikvatenoe Ha tikwa bat shnot alpayim: Lehijot am chofsjie be'artseenoe Erets Tsi'jon ve Jeroesjalajiem | Zolang in het hart, van binnen, Een joodse ziel levendig is En naar het oosten, vooruit, Het oog naar Zion kijkt Is onze hoop nog niet verloren De hoop die al tweeduizend jaren leeft Een vrij volk te zijn in ons land Het land van Zion en Jeruzalem | طالما في القلب تكمن، نفس يهودية تتوق، وللأمام نحو الشرق، عين تنظر إلى صهيون. أملنا لم يضع بعد، أمل عمره ألفا سنة، أن نكون أمّة حرّة في بلادنا، بلاد صهيون وأورشليم القدس. | Ṭālamā fī al-qalb tukmin, Nafusa yahūdiyya tatawaqqa, Wa-lilʾāmām naḥwa aš-šarq, ʿAyn tanẓuru ʾilá ṣahyūn. ʾAmalnā lam yaḍaʿu baʿuda, ʾAmal ʿumrah ʿal-fān sanatin, ʾAn nakūn ʾumma ḥurra fī bilādinā, Bilād ṣahyūn waʾūrušalīm al-quds. |

## Oorspronkelijke tekst van het gedicht Tikwatenu
| \| 1 כָּל עוֹד בַּלֵּבָב פְּנִימָה ,נֶפֶשׁ יְהוּדִי הוֹמִיָּה ,וּלְפַאֲתֵי מִזְרָח קָדִימָה .עַיִן לְצִיּוֹן צוֹפִיָּה \| 1 Kol od balevav penimah Nefesh yehudi homiyah Ulefa'atei mizrah kadimah Ayin letziyon tzofiyah \| 1 Zolang het hart binnen Een Joodse ziel nog verlangt, en zendt , na de uiteinden van het oosten, Een oog nog kijkt naar Zion; \| 1 ما دام في القلب، داخل، روح اليهودية لا يزال يتوق، وما بعده، تحقيقا لهذه الغايات من الشرق، العين لا تزال تبدو نحو صهيون؛ \| 1 `ma dam fi alqlb, daxl, ruxh alix'udiah la izal ituq, uma bydx', txhqiqa lx'dhx' alghaiat mn alshrq, alyin la tzal tbdu nxhu s'x'iun; \| \| פזמון עוֹד לֹא אָבְדָה תִקְוָתֵנוּ :הַתִּקְוָה הַנּוֹשָׁנָה .לָשׁוּב לְאֶרֶץ אֲבוֹתֵינוּ .לְעִיר בָּהּ דָּוִד חָנָה \| Refrain Od lo avdah tikvatenu Hatikvah hannoshanah Lashuv le'eretz avoteinu Le'ir bah david chanah \| Koor Heeft aan Onze hoop is nog niet verloren, De oude hopen Land terug van onze vaderen, De stad waar David gelegerd; \| الامتناع ليس لدينا أمل فقدت حتى الآن ، على أمل القديمة، للعودة الى أرض آبائنا، المدينة حيث نزلوا ديفيد. \| Koor lis ldina a'ml fqdt xhtjh alehn , yljh a'ml alqdimah, llyudah aljh a'rd ehbaj'na, almdinah xhith nzlua difid.` \| \| 2 כָּל-עוֹד דְּמָעוֹת מֵעֵינֵינוּ ,יִזְּלוּ כְגֶשֶׁם נְדָבוֹת וּרְבָבוֹת מִבְּנֵי עַמֵּנוּ .עוֹד הוֹלְכִים עַל קִבְרֵי אָבוֹת \| 2 Kol-od dema'ot me'eineinu Yizzelu chegeshem nedavot Urevavot mibbenei ammenu Od holechim al kivrei avot \| 2 lange scheuren onze ogen stromen als charitatieve regen, betaalde menigte van onze landgenoten nog steeds in ere de graven van (onze) vaders; \| 2 طالما الدموع من أعيننا على أمل القديمة، للعودة الى أرض آبائنا، المدينة حيث نزلوا ديفيد. \| 2 t'alma aldmuy mn a'yinna tdfq kalmt'r xir, uxhshud mn a'bnay' bldna la tzal tdfy aldrixh fi qbur (dina) alehbay; \| \| פזמון \| Koor \| Koor \| الامتناع \| \| \| 3 כָּל-עוֹד חוֹמַת מַחֲמַדֵּינוּ ,לְעֵינֵינוּ מוֹפָעַת וְעַל חֻרְבַּן מִקְדָּשֵׁנוּ .עַיִן אַחַת עוֹד דוֹמָעַת \| 3 Kol-od chomat machamaddeinu Le'eineinu mofa'at Ve'al churban mikdashenu Ayin achat od doma'at \| 3 Zolang onze edele muur verschijnt voor onze ogen, over de vernietiging van onze tempel Een oog nog goed met tranen; \| 3 طالما حائطنا الثمينة يظهر أمام أعيننا، وعلى تدمير هيكلنا العين لا تزال الآبار مع الدموع؛ \| 3 t'alma xhaj't'na althminah iz'x'r a'mam a'yinna, uyljh tdmir x'iklna alyin la tzal alehbar my aldmuy; \| \| פזמון \| Koor \| Koor \| الامتناع \| \| \| 4 כָּל-עוֹד מֵי הַיַּרְדֵּן בְּגָאוֹן ,מְלֹא גְדוֹתָיו יִזֹּלוּ וּלְיָם כִּנֶּרֶת בְּשָׁאוֹן .בְּקוֹל הֲמוּלָה יִפֹּלוּ \| 4 Kol-od mei haiyarden bega'on Melo gedotav yizzolu Uleyam kinneret besha'on Bekol hamulah yippolu \| 4 Zolang de Wateren van de Jordaan rijkdom zwelt de banken, (omlaag) om de Meer van Tiberias tumultueuze Lawaai vallen; \| 4 طالما أن مياه نهر الأردن في الامتلاء تضخم بنوكها، و (لأسفل) إلى بحر الجليل مع سقوط الضوضاء الصاخبة؛ \| 4 t'alma a'n miax' nx'r ala'rdn fi alamtlay' tdxm bnukx'a, u (la'sfl) i'ljh bxhr alglil my squt' alduday' als'axbah;` \| \| פזמון \| Koor \| Koor \| الامتناع \| \| \| 5 כָּל-עוֹד שָׁם עֲלֵי דְרָכַיִם ,שַעַר יֻכַּת שְׁאִיָּה וּבֵין חָרְבוֹת יְרוּשָׁלַיִם .עוֹד בּת צִיּוֹן בּוֹכִיָּה \| 5 Kol-od sham alei derachayim Sha'ar yukkat she'iyah Uvein charevot yerushalayim Od bt tziyon bochiyah \| 5 Zolang de desolate landwegen De nederige stadspoorten merk En onder de Ruïnes van Jeruzalem Een dochter van Sion huilt nog steeds; \| 5 طالما على الطرق السريعة جرداء وخاشعة مارك مدينة غيتس، وبين أنقاض القدس ابنة صهيون لا يزال يبكي؛ \| 5 t'alma yljh alt'rq alsriyah grday' uxashyah mark mdinah ghits, ubin a'nqadalqds abnah s'x'iun la izal ibki; \| \| פזמון \| Koor \| Koor \| الامتناع \| \| \| 6 כָּל-עוֹד דְּמָעוֹת טְהוֹרוֹת ,מֵעֵין בַּת עַמִּי נוֹזְלוֹת וְלִבְכּוֹת לְצִיּוֹן בְּרֹאשׁ אַשְׁמוֹרוֹת .עוֹד תָּקוּם בַּחֲצִי הַלֵּילוֹת \| 6 Kol-od dema'ot tehorot Me'ein bat ammi nozelot Velivkot letziyon berosh ashmorot Od takum bachatzi halleilot \| 6 Zolang zuivere tranen die voortvloeien uit het oog van een Dochter van mijn volk, naar Zion En je rouwen op de klok 's nachts, stijgt nog steeds in het midden van de Nachten; \| 6 والدموع طالما الصرفة تدفق من عين ابنة أمتي، وحدادا على صهيون في ليلة ووتش فهي تستيقظ لا يزال في منتصف ليلة وليلة؛ \| 6 ualdmuy t'alma als'rfah tdfq mn yin abnah a'mti, uxhdada yljh s'x'iun fi lilah uutsh fx'i tstiqz' la izal fi mnts'f lilah ulilah; \| \| פזמון \| Koor \| Koor \| الامتناع \| \| \| 7 כָּל-עוֹד נִטְפֵי דָם בְּעוֹרְקֵינוּ ,רָצוֹא וָשׁוֹב יִזֹּלוּ וַעֲלֵי קִבְרוֹת אֲבוֹתֵינוּ .עוֹד אֶגְלֵי טַל יִפֹּלוּ \| 7 Kol-od nitfei dam be'orekeinu Ratzo vashov yizzolu Va'alei kivrot avoteinu Od eglei tal yippolu \| 7 Zolang druppels bloed stroomt door onze aderen heen en weer En op de graven van onze vaders dauw nog steeds valt; \| 7 طالما قطرات من الدم في عروقنا تدفق ذهابا وإيابا، وبناء على قبور آبائنا قطر الندى لا تزال تقع؛ \| 7 t'alma qt'rat mn aldm fi yruqna tdfq dhx'aba ui'iaba, ubnay' yljh qbur ehbaj'na qt'r alndjh la tzal tqy; \| \| פזמון \| Koor \| Koor \| الامتناع \| \| \| 8 כָּל-עוֹד רֶגֶשׁ אַהֲבַת הַלְּאוֹם ,בְּלֵב הַיְּהוּדִי פּוֹעֵם עוֹד נוּכַל קַוּוֹת גַּם הַיּוֹם .כִּי עוֹד יְרַחֲמֵנוּ אֵל זוֹעֵם \| 8 Kol-od regesh ahavat halle'om Belev haiyhudi po'em Od nuchal kavvot gam haiyom Ki od yerachamenu el zo'em \| 8 Zolang het gevoel van liefde van de natie kloppend in de harten van de Joden, We kunnen zelfs nog vandaag de dag dat een boze God nog steeds hoop mag niet ontfermen over ons; \| 8 طالما قطرات من الدم في عروقنا تدفق ذهابا وإيابا، وبناء على قبور آبائنا قطر الندى لا تزال تقع؛ \| 8 t'alma a'n alshyur balxhb ala'mah aldqat fi qlb alix'udi, uimknna a'n na'ml tzal xhtjh alium ux'dha qd uallx' ghadb la tzal arxhmna; \| \| פזמון \| Koor \| Koor \| الامتناع \| \| \| 9 שמעו אחי בארצות נודִי את קול אחד חוזינו, כּי רַק עִם אַחֲרוֹן הַיְּהוּדִי !גַּם אַחֲרִית תִּקְוָתֵנוּ \| 9 Shim'u achai be'artzot nudi Et kol achad chozeinu Key rak im acharon haiyhudi Gam acharit tikvatenu! \| 9 Hoor, o mijn broeders, in de landen van de ballingschap De stem van een van onze visionaire, (Verklaart) de alleen met de allerlaatste Jood, Maar het is het einde van onze hoop! \| 9 اسمع يا اخوتي في بلاد المنفى، صوت واحد من أصحاب الرؤية لدينا، الذي يعلن) وهذا فقط مع آخر يهودي جدا )-- !فقط هناك نهاية للأمل لدينا! \| 10 asmy ia axuti fi blad almnfjh, s'ut uaxhd mn a's'xhab alru'iah ldina, (aldhi iyln) ux'dha fqt' my ehxr ix'udi gda fqt' x'nak nx'aiah lla'ml ldina! \| \| פזמון \| Refrain \| Koor \| الامتناع \| \| \| 10 לֵךְ עַמִּי, לְשָׁלוֹם שׁוּב, ,הַצֱּרִי בְגִלְעָד, בִּירוּשָׁלַיִם רוֹפְאֶךָ ,רוֹפְאֶךָ יְיָ, חָכְמַת לְבָבוֹ !לֵךְ עַמִּי לְשָׁלוֹם, וּרְפוּאָה קְרוֹבָה לָבוֹא... \| 10 `lֵkְ ahַmִּy, lְshָׁlvֹm shׁvּb lְaַrְpֶkָ, xַpֱּrִy bְgִlְahָd, bִּyrvּshָׁlַyִm rvֹpְaֶkָ, rvֹpְaֶkָ yְyָ, khָkְmַt lְbָbvֹ, lֵkְ ahַmִּy lְshָׁlvֹm, vּrְpvּaָx qְrvֹbָx lָbvֹa...` \| 10 Je mensen, vrede voor uw land weer balsem in Gilead, Jeruzalem arts, Dokter, is de wijsheid van zijn hart, Het is voor mensen voor de vrede, geneeskunde In afwachting van ... \| 10 أيها الناس، والسلام لبلدكم مرة أخرى، بلسم في جلعاد، القدس الطبيب، الطبيب الخاص بك ، والحكمة من قلبه، !كنت الشعوب من أجل السلام، والطب وشيك... \| 10 a'ix'a alnas, ualslam lbldkm mrah a'xrjh, blsm fi glyad, alqds alt'bib, alt'bib alxas' bk , ualxhkmah mn qlbx', knt alshyub mn a'gl alslam, ualt'b ushik... \| \| פזמון \| Koor \| Koor \| الامتناع \| \| | | | | |
| 1 כָּל עוֹד בַּלֵּבָב פְּנִימָה ,נֶפֶשׁ יְהוּדִי הוֹמִיָּה ,וּלְפַאֲתֵי מִזְרָח קָדִימָה .עַיִן לְצִיּוֹן צוֹפִיָּה | 1 Kol od balevav penimah Nefesh yehudi homiyah Ulefa'atei mizrah kadimah Ayin letziyon tzofiyah                           | 1 Zolang het hart binnen Een Joodse ziel nog verlangt, en zendt , na de uiteinden van het oosten, Een oog nog kijkt naar Zion;                                                      | 1 ما دام في القلب، داخل، روح اليهودية لا يزال يتوق، وما بعده، تحقيقا لهذه الغايات من الشرق، العين لا تزال تبدو نحو صهيون؛                        | 1 `ma dam fi alqlb, daxl, ruxh alix'udiah la izal ituq, uma bydx', txhqiqa lx'dhx' alghaiat mn alshrq, alyin la tzal tbdu nxhu s'x'iun;                        |
| פזמון עוֹד לֹא אָבְדָה תִקְוָתֵנוּ :הַתִּקְוָה הַנּוֹשָׁנָה .לָשׁוּב לְאֶרֶץ אֲבוֹתֵינוּ .לְעִיר בָּהּ דָּוִד חָנָה | Refrain Od lo avdah tikvatenu Hatikvah hannoshanah Lashuv le'eretz avoteinu Le'ir bah david chanah                        | Koor Heeft aan Onze hoop is nog niet verloren, De oude hopen Land terug van onze vaderen, De stad waar David gelegerd;                                                              | الامتناع ليس لدينا أمل فقدت حتى الآن ، على أمل القديمة، للعودة الى أرض آبائنا، المدينة حيث نزلوا ديفيد.                                          | Koor lis ldina a'ml fqdt xhtjh alehn , yljh a'ml alqdimah, llyudah aljh a'rd ehbaj'na, almdinah xhith nzlua difid.`                                            |
| 2 כָּל-עוֹד דְּמָעוֹת מֵעֵינֵינוּ ,יִזְּלוּ כְגֶשֶׁם נְדָבוֹת וּרְבָבוֹת מִבְּנֵי עַמֵּנוּ .עוֹד הוֹלְכִים עַל קִבְרֵי אָבוֹת | 2 Kol-od dema'ot me'eineinu Yizzelu chegeshem nedavot Urevavot mibbenei ammenu Od holechim al kivrei avot                 | 2 lange scheuren onze ogen stromen als charitatieve regen, betaalde menigte van onze landgenoten nog steeds in ere de graven van (onze) vaders;                                     | 2 طالما الدموع من أعيننا على أمل القديمة، للعودة الى أرض آبائنا، المدينة حيث نزلوا ديفيد.                                                        | 2 t'alma aldmuy mn a'yinna tdfq kalmt'r xir, uxhshud mn a'bnay' bldna la tzal tdfy aldrixh fi qbur (dina) alehbay;                                             |
| פזמון | Koor | Koor | الامتناع | |
| 3 כָּל-עוֹד חוֹמַת מַחֲמַדֵּינוּ ,לְעֵינֵינוּ מוֹפָעַת וְעַל חֻרְבַּן מִקְדָּשֵׁנוּ .עַיִן אַחַת עוֹד דוֹמָעַת | 3 Kol-od chomat machamaddeinu Le'eineinu mofa'at Ve'al churban mikdashenu Ayin achat od doma'at                           | 3 Zolang onze edele muur verschijnt voor onze ogen, over de vernietiging van onze tempel Een oog nog goed met tranen;                                                               | 3 طالما حائطنا الثمينة يظهر أمام أعيننا، وعلى تدمير هيكلنا العين لا تزال الآبار مع الدموع؛                                                       | 3 t'alma xhaj't'na althminah iz'x'r a'mam a'yinna, uyljh tdmir x'iklna alyin la tzal alehbar my aldmuy;                                                        |
| פזמון | Koor | Koor | الامتناع | |
| 4 כָּל-עוֹד מֵי הַיַּרְדֵּן בְּגָאוֹן ,מְלֹא גְדוֹתָיו יִזֹּלוּ וּלְיָם כִּנֶּרֶת בְּשָׁאוֹן .בְּקוֹל הֲמוּלָה יִפֹּלוּ | 4 Kol-od mei haiyarden bega'on Melo gedotav yizzolu Uleyam kinneret besha'on Bekol hamulah yippolu                        | 4 Zolang de Wateren van de Jordaan rijkdom zwelt de banken, (omlaag) om de Meer van Tiberias tumultueuze Lawaai vallen;                                                             | 4 طالما أن مياه نهر الأردن في الامتلاء تضخم بنوكها، و (لأسفل) إلى بحر الجليل مع سقوط الضوضاء الصاخبة؛                                            | 4 t'alma a'n miax' nx'r ala'rdn fi alamtlay' tdxm bnukx'a, u (la'sfl) i'ljh bxhr alglil my squt' alduday' als'axbah;`                                          |
| פזמון | Koor | Koor | الامتناع | |
| 5 כָּל-עוֹד שָׁם עֲלֵי דְרָכַיִם ,שַעַר יֻכַּת שְׁאִיָּה וּבֵין חָרְבוֹת יְרוּשָׁלַיִם .עוֹד בּת צִיּוֹן בּוֹכִיָּה | 5 Kol-od sham alei derachayim Sha'ar yukkat she'iyah Uvein charevot yerushalayim Od bt tziyon bochiyah                    | 5 Zolang de desolate landwegen De nederige stadspoorten merk En onder de Ruïnes van Jeruzalem Een dochter van Sion huilt nog steeds;                                                | 5 طالما على الطرق السريعة جرداء وخاشعة مارك مدينة غيتس، وبين أنقاض القدس ابنة صهيون لا يزال يبكي؛                                                | 5 t'alma yljh alt'rq alsriyah grday' uxashyah mark mdinah ghits, ubin a'nqadalqds abnah s'x'iun la izal ibki;                                                  |
| פזמון | Koor | Koor | الامتناع | |
| 6 כָּל-עוֹד דְּמָעוֹת טְהוֹרוֹת ,מֵעֵין בַּת עַמִּי נוֹזְלוֹת וְלִבְכּוֹת לְצִיּוֹן בְּרֹאשׁ אַשְׁמוֹרוֹת .עוֹד תָּקוּם בַּחֲצִי הַלֵּילוֹת | 6 Kol-od dema'ot tehorot Me'ein bat ammi nozelot Velivkot letziyon berosh ashmorot Od takum bachatzi halleilot            | 6 Zolang zuivere tranen die voortvloeien uit het oog van een Dochter van mijn volk, naar Zion En je rouwen op de klok 's nachts, stijgt nog steeds in het midden van de Nachten;    | 6 والدموع طالما الصرفة تدفق من عين ابنة أمتي، وحدادا على صهيون في ليلة ووتش فهي تستيقظ لا يزال في منتصف ليلة وليلة؛                              | 6 ualdmuy t'alma als'rfah tdfq mn yin abnah a'mti, uxhdada yljh s'x'iun fi lilah uutsh fx'i tstiqz' la izal fi mnts'f lilah ulilah;                            |
| פזמון | Koor | Koor | الامتناع | |
| 7 כָּל-עוֹד נִטְפֵי דָם בְּעוֹרְקֵינוּ ,רָצוֹא וָשׁוֹב יִזֹּלוּ וַעֲלֵי קִבְרוֹת אֲבוֹתֵינוּ .עוֹד אֶגְלֵי טַל יִפֹּלוּ | 7 Kol-od nitfei dam be'orekeinu Ratzo vashov yizzolu Va'alei kivrot avoteinu Od eglei tal yippolu                         | 7 Zolang druppels bloed stroomt door onze aderen heen en weer En op de graven van onze vaders dauw nog steeds valt;                                                                 | 7 طالما قطرات من الدم في عروقنا تدفق ذهابا وإيابا، وبناء على قبور آبائنا قطر الندى لا تزال تقع؛                                                  | 7 t'alma qt'rat mn aldm fi yruqna tdfq dhx'aba ui'iaba, ubnay' yljh qbur ehbaj'na qt'r alndjh la tzal tqy;                                                     |
| פזמון | Koor | Koor | الامتناع | |
| 8 כָּל-עוֹד רֶגֶשׁ אַהֲבַת הַלְּאוֹם ,בְּלֵב הַיְּהוּדִי פּוֹעֵם עוֹד נוּכַל קַוּוֹת גַּם הַיּוֹם .כִּי עוֹד יְרַחֲמֵנוּ אֵל זוֹעֵם | 8 Kol-od regesh ahavat halle'om Belev haiyhudi po'em Od nuchal kavvot gam haiyom Ki od yerachamenu el zo'em               | 8 Zolang het gevoel van liefde van de natie kloppend in de harten van de Joden, We kunnen zelfs nog vandaag de dag dat een boze God nog steeds hoop mag niet ontfermen over ons;    | 8 طالما قطرات من الدم في عروقنا تدفق ذهابا وإيابا، وبناء على قبور آبائنا قطر الندى لا تزال تقع؛                                                  | 8 t'alma a'n alshyur balxhb ala'mah aldqat fi qlb alix'udi, uimknna a'n na'ml tzal xhtjh alium ux'dha qd uallx' ghadb la tzal arxhmna;                         |
| פזמון | Koor | Koor | الامتناع | |
| 9 שמעו אחי בארצות נודִי את קול אחד חוזינו, כּי רַק עִם אַחֲרוֹן הַיְּהוּדִי !גַּם אַחֲרִית תִּקְוָתֵנוּ | 9 Shim'u achai be'artzot nudi Et kol achad chozeinu Key rak im acharon haiyhudi Gam acharit tikvatenu!                    | 9 Hoor, o mijn broeders, in de landen van de ballingschap De stem van een van onze visionaire, (Verklaart) de alleen met de allerlaatste Jood, Maar het is het einde van onze hoop! | 9 اسمع يا اخوتي في بلاد المنفى، صوت واحد من أصحاب الرؤية لدينا، الذي يعلن) وهذا فقط مع آخر يهودي جدا )-- !فقط هناك نهاية للأمل لدينا!            | 10 asmy ia axuti fi blad almnfjh, s'ut uaxhd mn a's'xhab alru'iah ldina, (aldhi iyln) ux'dha fqt' my ehxr ix'udi gda fqt' x'nak nx'aiah lla'ml ldina!          |
| פזמון | Refrain | Koor | الامتناع | |
| 10 לֵךְ עַמִּי, לְשָׁלוֹם שׁוּב, ,הַצֱּרִי בְגִלְעָד, בִּירוּשָׁלַיִם רוֹפְאֶךָ ,רוֹפְאֶךָ יְיָ, חָכְמַת לְבָבוֹ !לֵךְ עַמִּי לְשָׁלוֹם, וּרְפוּאָה קְרוֹבָה לָבוֹא... | 10 `lֵkְ ahַmִּy, lְshָׁlvֹm shׁvּb lְaַrְpֶkָ, xַpֱּrִy bְgִlְahָd, bִּyrvּshָׁlַyִm rvֹpְaֶkָ, rvֹpְaֶkָ yְyָ, khָkְmַt lְbָbvֹ, lֵkְ ahַmִּy lְshָׁlvֹm, vּrְpvּaָx qְrvֹbָx lָbvֹa...` | 10 Je mensen, vrede voor uw land weer balsem in Gilead, Jeruzalem arts, Dokter, is de wijsheid van zijn hart, Het is voor mensen voor de vrede, geneeskunde In afwachting van ...   | 10 أيها الناس، والسلام لبلدكم مرة أخرى، بلسم في جلعاد، القدس الطبيب، الطبيب الخاص بك ، والحكمة من قلبه، !كنت الشعوب من أجل السلام، والطب وشيك... | 10 a'ix'a alnas, ualslam lbldkm mrah a'xrjh, blsm fi glyad, alqds alt'bib, alt'bib alxas' bk , ualxhkmah mn qlbx', knt alshyub mn a'gl alslam, ualt'b ushik... |
| פזמון | Koor | Koor | الامتناع | |